# Pazos (San Ciprián de Viñas)
Pazos (llamada oficialmente San Clodio de Pazos de San Clodio) es una parroquia y un lugar del municipio español de San Ciprián de Viñas, en la provincia de Orense, Galicia.

## Toponimia
La parroquia también es conocida por el nombre de San Clodio de Pazos.

## Organización territorial
La parroquia está formada por seis entidades de población:
- Baliñas (Valiñas)
- Belmonte
- Muíños
- Pazos de San Clodio
- Picouto (O Picouto)
- Zamorana (A Zamorana)

## Demografía

### Parroquia
| Gráfica de evolución demográfica de Pazos (parroquia) entre 2000 y 2023 |
|                                                                         |
| Datos según el nomenclátor publicado por el INE.                        |

### Lugar
| Gráfica de evolución demográfica de Pazos de San Clodio (lugar) entre 2000 y 2023 |
|                                                                                   |
| Datos según el nomenclátor publicado por el INE.                                  |